# Messengers (album)
Messengers is het tweede studioalbum van de Amerikaanse metalcoreband August Burns Red. Het is het eerste album waarop zanger Jake Luhrs and bassist Dustin Davidson te horen zijn en piekte op een 81e plaats in de Billboard 200. Het album verkocht meer dan 80.000 kopieën, waarvan 9.000 in de eerste week.

## Nummers
| 1.                 | The Truth of a Liar  | 4:12 |
| 2.                 | Up Against the Ropes | 5:04 |
| 3.                 | Back Burner          | 3:42 |
| 4.                 | The Blinding Light   | 5:28 |
| 5.                 | Composure            | 4:13 |
| 6.                 | Vital Signs          | 3:17 |
| 7.                 | The Eleventh Hour    | 4:05 |
| 8.                 | The Balance          | 3:20 |
| 9.                 | Black Sheep          | 3:53 |
| 10.                | An American Dream    | 4:41 |
| 11.                | Redemption           | 6:12 |
| Totale duur: 48:12 |                      |      |

## Formatie
- Jake Luhrs – leidende vocalen
- JB Brubaker – leidende gitaar
- Brent Rambler – slaggitaar
- Dustin Davidson – bas, achtergrondvocalen
- Matt Greiner – drums, piano